# Redfern - Keily Park
Redfern - Keily Park är en park i Kanada.   Den ligger i provinsen British Columbia, i den centrala delen av landet, 3 500 km väster om huvudstaden Ottawa. Redfern - Keily Park ligger 2 217 meter över havet.
Terrängen runt Redfern - Keily Park är bergig åt nordväst, men åt sydost är den kuperad. Redfern - Keily Park ligger uppe på en höjd. Trakten runt Redfern - Keily Park är nära nog obefolkad, med mindre än två invånare per kvadratkilometer.. Det finns inga samhällen i närheten. 
Trakten runt Redfern - Keily Park består i huvudsak av gräsmarker.